# Munggangsari (Grabag)
Munggangsari is een bestuurslaag in het regentschap Purworejo van de provincie Midden-Java, Indonesië. Munggangsari telt 1390 inwoners (volkstelling 2010).